# イギリス国鉄92形電気機関車
イギリス国鉄92形（英語：British Rail Class 92）は、1993年に登場したイギリス国鉄の交直流電気機関車である。英仏海峡トンネルを経由するイギリスとフランスを結ぶ貨物列車の牽引用に設計された。フランス国鉄（SNCF）でも採用され、SNCFでの形式はCC92000形となっている。

## 概要
製造はABB・ブラッシュトラクションのラフバラー工場で行われ、1993年から1996年にかけて46両が製造された。車体の外観は60形を参考にしているが、先頭部の設計が改められている。
本形式は25kV交流架空電車線方式と、直流750V第三軌条方式の2種類の集電方式に対応しており、主に英仏海峡トンネルを経由しイギリス、フランス間を結ぶ貨物列車の牽引に充当されている。英仏海峡トンネルを経営するグループ・ユーロトンネル（現在のゲットリンク）はこの車輛の規格を参考とし、その他の車輛がトンネルでの使用に耐えうるか評価を行っている。

## 運用
DBカーゴUK、ユーロポルト、フランス国鉄によって運用されている。一部の車輛にはヨーロッパの著名な作詞家、作曲家の名前が付けられている。DBカーゴ所属機の一部はブルガリア、ルーマニアに移籍している。
2015年3月からは、ロンドンとスコットランドを結ぶ寝台列車「カレドニアン・スリーパー」の牽引運用にも充当されている。
2017年1月に運行を開始した中国とイギリスを結ぶ国際貨物列車では、イギリスへ向かう一番列車において92形の92015号機がイギリス国内で牽引した。この一番列車は2017年1月1日に中国の義烏を出発し、1月18日にロンドン郊外のバーキングに到着している。